# Hemaris venata
Hemaris venata es una polilla de la familia Sphingidae. Vuelan en Seram y Papúa Nueva Guinea.
La antena es esbelta con un gancho largo. El lado inferior del tórax, piernas, abdomen y ápice del anales tienen un penacho amarillo.

## Sinonimia
- Macroglossa venata (C. Felder, 1861).